# Ostffy Ferenc

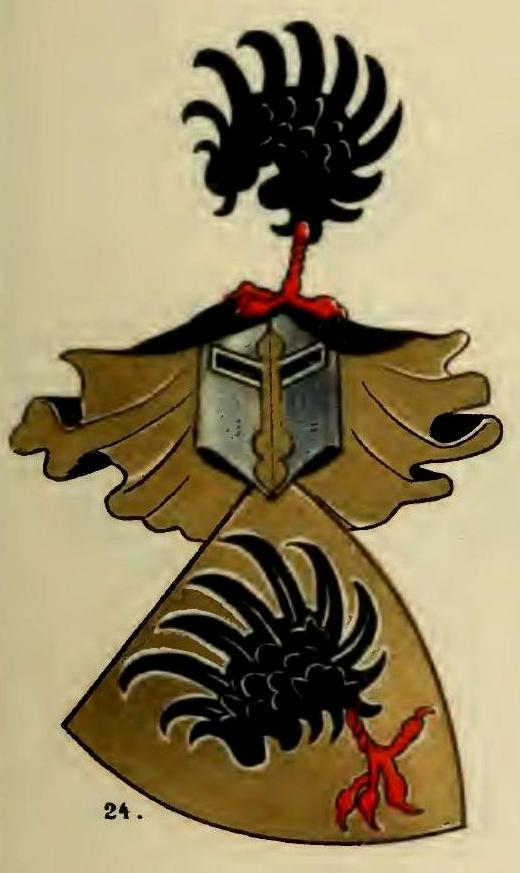
Az Osl nemzetség címere

Asszonyfalvi Ostffy Ferenc (fl. 1485–1520), Sopron vármegye főispánja, földbirtokos.

## Élete
Az ősrégi Osl vagy Osth nemzetségből származó nemesi asszonyfalvi Ostffy családnak a sarja. Apja asszonyfalvi Ostffy László (fl. 1447–1483), Sopron vármegye főispánja 1462 és 1464 között, soproni kapitány, földbirtokos, anyja Lúcia (fl. 1468) asszony. Az apai nagyszülei idősebb asszonyfalvi Ostffy László (fl. 1419–1440), Sopron vármegye főispánja 1435 és 1439 között, földbirtokos és felsőlendvai Széchy Anna (fl. 1436) voltak. Az apai nagyanyai dédszülei felsőlendvai Széchy János (fl. 1389–1419) mester, földbirtokos és monyorókeréki Ellerbach Katalin voltak. Ostffy Ferenc fivére asszonyfalvi Ostffy László, veszprémi alispán, földbirtokos.
1485. Beatrix királyné apródja volt. II. Ulászló magyar király 1504-ben Osliban és Damonyán birtokot adományozott neki. 1506. június 24-én II. Ulászló Sopron vármegye főispánjává nevezte ki. 1519-ben II. Lajos magyar király híve és hadi pénztáros (dicator pecuniarum exercitualium) Vasmegyében. Ostffy Ferenc Mária magyar királyné környezetében már Lutherhez pártolt.

## Házassága és leszármazottjai

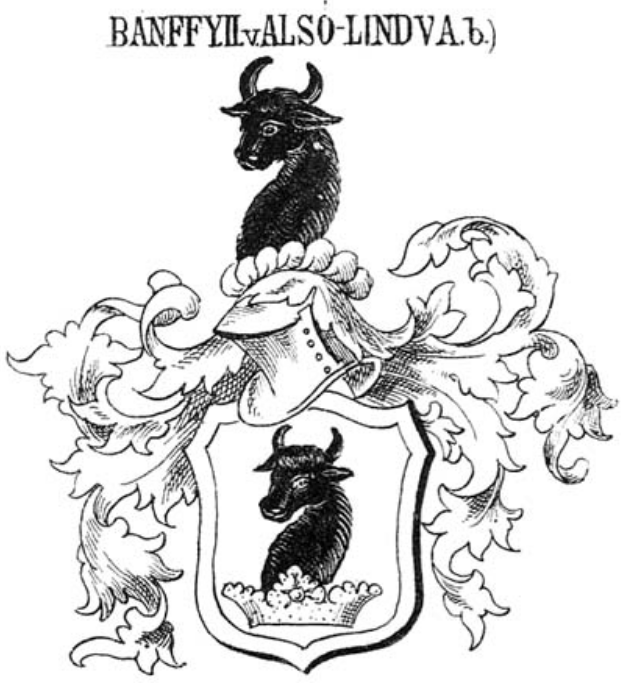
Az alsólendvai Bánffy család címere

Előkelő házasságot kötött: feleségül vette az alsólendvai Bánffy családból való alsólendvai Bánffy Petronella (fl. 1498–1523) kisasszonyt, akinek a szülei alsólendvai Bánffy Miklós (fl. 1453–1501) ajtónállómester, nagybirtokos és a Piast-házból való herceg Sagani Margit (fl. 1500–1502) voltak. Az apai nagyszülei alsólendvai Bánffy István (fl. 1411-1448) hadvezér, nagybirtokos, és az Aba nemzetségbeli nánai és visontai Kompolti Erzsébet (fl. 1452-1458) voltak. Az anyai nagyszülei szülei II. János sagani herceg (1435–1504) és herceg Katalin von Troppau voltak; az apai nagyapai dédszülei I. János sagani herceg (1385–1439) és herceg Scholastika von Szász-Wittenberg voltak. Ostffy Ferenc és alsólendvai Bánffy Petronella gyermekei:
- Ostffy Domokos (fl. 1549), földbirtokos. Neje: szántói Botka Veronika (fl. 1558). Ostffy Domokos és Botka Veronika egyik lánya: asszonyfalvi Ostffy Anna (fl. 1527–1558), akinek a férje zicsi Zichy György (fl. 1548–1604), Moson és Vas vármegye alispánja, földbirtokos.
- Ostffy János, Vas vármegye alispánja, földbirtokos.
- Ostffy Bálint, földbirtokos. Neje. mérgesi Poky Erzsébet (fl. 1549)